# Sympterichthys unipennis
Sympterichthys unipennis är en fiskart som först beskrevs av Cuvier, 1817.  Sympterichthys unipennis ingår i släktet Sympterichthys och familjen Brachionichthyidae. Inga underarter finns listade i Catalogue of Life.